# Kvarngölen (Södra Vi socken, Småland, 641370-149050)
Kvarngölen är en sjö i Vimmerby kommun i Småland och ingår i Motala ströms huvudavrinningsområde. Sjöns area är 0,045 kvadratkilometer och den är belägen 153 meter över havet.